# I Got That
„I Got That” este un cântec al interpretei americane Amil, realizat în colaborare cu Beyoncé. Piesa reprezintă primul single solo lansat de Beyoncé. Melodia a atins poziția cu numărul 101 în Billboard Hot R&B/Hip-Hop Songs. În videoclipul folosit pentru promovare apare și  cântăreața Eve.

## Lista cântecelor
Disc single pentru Statele Unite ale Americii
1. „I Got That” (editare radio) - 3:21
2. „I Got That” (negativ) - 3:19

## Clasamente
| Clasament (2000)                   | Poziția maximă | Referință |
| ---------------------------------- | -------------- | --------- |
| U.S. Billboard R&B/Hip-Hop Singles | 101            | [ 1 ]     |

## Legăruri externe
- Videoclipul piesei „I Got That”